# Суйтен-Мару
Суйтен-Мару (Suiten Maru) — транспортне судно, яке під час Другої світової війни брало участь у операціях японських збройних сил на Тихому океані. 
Судно спорудили як SS Schouten в 1912 році на нідерландській верфі Maatschappij Fijenoord N.V. у Феєнорді для компанії Koninklijke Paketvaart Maatschappij.  
7 грудня 1941-го судно реквізували для військових потреб та задіяли у системі ППО. 28 лютого 1942-го на тлі наступу японців SS Schouten затопили в протоці Мадура (це фактично збіглося з висадкою японського десанту на сході Яви в районі Крагану).
Того ж 1942-го судно підняли та перейменували на «Суйтен-Мару». З середини листопада 1942-го воно вважалося як допоміжний транспорт Імперського флоту Японії. Судно пройшло ремонтні роботи та з кінця лютого 1943-го почало курсувати між портами Японії.
На початку квітня 1943-го «Суйтен-Мару» рушило з Японії до Південно-Східної Азії та в середині червня прибуло до Сурабаї (головна база на сході острова Ява). Протягом наступного року воно переважно здійснювало рейси у східній частині Нідерландської Ост-Індії із відвідуванням Амбону (південна частина Молуккських островів), Балікпапану (центр нафтовидобутку на сході Борнео), Купангу (острів Тимор), Макассару (південно-західний півострів острова Сулавесі), Кендарі (південно-східний півострів Сулавесі). Також влітку 1943-го судно побувало в Каймана (західне узбережжя Нової Гвінеї) та Батавії (наразі Джакарта), а в травні 1944-го здійснило рейс до Соронгу (північно-західне узбережжя новогвінейського півострова Чендравасіх із вантажем авіаційного пального).
29 червня 1944-го «Суйтен-Мару» вийшло в конвої із Балікпапану, проте невдовзі виявили значне надходження води у корпус, що змусило судно викинутись на мілину поряд з портом. Аварійний ремонт тривав до 29 липня, а 1 – 6 серпня «Суйтен-Мару» прослідувало в конвої з Баліпапану до Сурабаї, де також виконали певні ремонтні роботи, після чого 25 серпня – 1 вересня судно перейшло до Батавії для наступного етапу відновлення.
27 – 30 січня 1945-го «Суйтен-Мару» прослідувало в конвої з Батавії до Сурабаї, а 6 – 9 лютого в іншому конвої досягнуло Балікпапану.
Ввечірі 3 березня 1945-го судно знаходилось у Яванському морі за вісім десятків кілометрів на північ від Сурабаї. Американський підводний човен USS Sea Robin, що прямував надводному положенні, виявив радаром «Суйтен-Мару» та дав по судну залп із чотирьох торпед, з яких одна порапила у ціль та потопила «Суйтен-Мару», загинуло 32 члена екіпажу.